# Đồng Lệ Á
Đồng Lệ Á (sinh ngày 8 tháng 8 năm 1983) là diễn viên, vũ công Tân Cương, Trung Quốc .

## Tiểu sử
Cha Đồng Lệ Á là người Tích Bá đến từ Tân Cương, trong khi mẹ cô là người Hán từ Cam Túc.
Lệ Á là đại sứ của Tân Cương từ năm 2011 .

## Đời tư
Đồng Lệ Á và Trần Tư Thành đã kết hôn vào ngày 16/1/2014. Đám cưới của cả hai được tổ chức ở Tahiti. 31/1/2016, cô hạ sinh con trai đầu lòng. 20/5/2021, Đồng Lệ Á tuyên bố ly hôn sau 7 năm hôn nhân

## Sự nghiệp

### Bước đầu sự nghiệp
Sinh ra trong một gia đình âm nhạc, từ nhỏ cô đã được nuôi dưỡng đam mê nghệ thuật. 6 tuổi vào đoàn nghệ thuật thiếu nhi Cung thiếu nhi thành phố Nghi Ninh học múa và diễn xuất.
Tháng 9 năm 1996, nhập học chuyên ngành múa của Khoa múa trường trung học trực thuộc Học viện Nghệ thuật Tân Cương . Tháng 7 năm 1997, cô tham gia biểu diễn trong chương trình nghệ thuật của khu tự trị Tân Cương chào mừng sự trở lại của Hồng Kông. Tháng 9 năm 1999, Đồng Lệ Á đến Bắc Kinh để tham gia chương trình biểu diễn float show Tân Cương tại lễ kỷ niệm 50 năm ngày thành lập nước Cộng hòa Nhân dân Trung Hoa, và đã giành được giải thưởng Cống hiến xuất sắc .

### Học tập, làm việc và chuyển đổi nghề nghiệp (2000-2005)
Năm 2000, tốt nghiệp loại ưu, được bổ nhiệm vào Đoàn Ca múa Tân Cương với tư cách là một vũ công; Tháng 2, tham gia Gala Lễ hội mùa xuân của đài truyền hình Tân Cương; Sau đó, cô được nhận vào chuyên ngành giáo dục múa của Học viện Múa Đại học Nghệ thuật Tân Cương, và sử dụng thời gian rảnh rỗi của mình để làm người mẫu quảng cáo và chụp ảnh trên truyền hình, cũng như ở Trường múa Tân Cương Liyan và thành phố Urumqi. Cung Thanh niên làm giáo viên dạy múa; cùng năm đó, ở tuổi mười bảy, Đồng Lệ Á nhận được chứng chỉ đào tạo giáo viên khiêu vũ cấp 4 của Hiệp hội vũ công Tân Cương . Tháng 9 năm 2001, cô được Đoàn ca múa Tân Cương cử đi tham gia hội diễn nghệ thuật dân tộc thiểu số lần thứ II, đạt giải ba toàn quốc với tiết mục múa song ca Hỉ thượng mi sao (Vui mừng hiện ra trên mày trên mắt) . Tháng 8 năm 2002, Đồng Lệ Á đã tham gia một loạt buổi biểu diễn sân khấu với chương trình "The Same Song" của CCTV. Tháng 9, đạt hạng 2 tại Miss Tân Cương lần thứ nhất. Từ tháng 10, cô đã được Đoàn Ca múa nhạc Trung Quốc cử tham gia lưu diễn toàn quốc về ca múa nhạc dân gian quy mô lớn Hành trình đến vùng đất bí mật (秘境之旅) .
Năm 2003, Đồng Lệ Á tốt nghiệp loại xuất sắc và được Đoàn ca múa Trung Quốc nhận vào làm. Thật không may, khi mới đến Bắc Kinh, cô ấy đã mắc phải bệnh SARS. Đầu năm 2004, tham gia Gala Lễ hội mùa xuân do Bộ Văn hóa đăng cai tổ chức. Sau buổi biểu diễn, do sát nhập với Đoàn ca múa nhạc Phương Đông nên cô quyết định chuyển ngành, cô đã nộp đơn vào Học viện Điện ảnh Bắc Kinh và Học viện Hý kịch Trung ương với ý tưởng sẽ được thử sức. Ngay sau đó, cô chính thức từ chức vì bất ngờ được chọn, và cuối cùng đã được cả hai trường chấp nhận cùng một lúc. Sau khi cân nhắc,  Đồng Lệ Á đã chọn cái sau và trở thành học sinh Tân Cương Người Tích Bá đầu tiên trong lịch sử Trung hý Trung Quốc .

### Ra mắt, phát triển và nổi tiếng (2006-2012)
Tháng 9 năm 2006, được đạo diễn nổi tiếng Hong Kong Nhĩ Đông Thăng chọn đóng vai một vai trong bộ phim truyền hình Tân bất liễu tình  chính thức ra mắt. Mặc dù chỉ là một vai phụ nhưng được phát sóng trên CCTV vào năm 2008, ngoại hình xinh đẹp của cô đã được yêu thích rộng rãi và thu hút công chúng . Trong hai bộ phim truyền hình khác trong năm Không hạng tử và Mẫu nghi thiên hạ, cô đã để lại những màn trình diễn ấn tượng. Đặc biệt trong Mẫu nghi thiên hạ, đã thể hiện thành công nhân vật Triệu Phi Yến với khả năng vũ đạo tuyệt vời .
Sau khi tốt nghiệp Học viện Hý kịch Trung ương năm 2008, Đồng Lệ Á liên tiếp thể hiện nhiều tác phẩm truyền hình cổ trang như Nương Thê và Yên vũ tà dương.
Đồng Lệ Á mở ra một bước ngoặt trong sự nghiệp của cô vào năm 2011. Tháng 2 cùng năm, bộ phim xuyên không Cung mà cô đóng vai chính đã trở nên nổi tiếng sau khi công chiếu trên đài truyền hình vệ tinh Hồ Nam. Rating cao. Với màn thể hiện xuất sắc trong vở kịch, sự nổi tiếng của Đồng Lệ Á đã tăng mạnh và cô chính thức trở thành một trong những Tiểu hoa đán được yêu thích nhất . Ngay sau đó cô hợp tác với Vương Đông Thành và đóng vai chính trong bộ phim kinh dị và hồi hộp Tử trạch, đây cũng là tác phẩm màn ảnh rộng đầu tiên của cô. Ngoài ra, cũng tham gia mùa thứ ba của Strictly Come Dancing của đài truyền hình vệ tinh Hồ Nam vào tháng 4. Cùng với bạn diễn Super Boy Lý Vĩ, cô từng được coi là người được yêu thích nhất để giành chức vô địch trong hai- sự kiện tháng. Tuy nhiên, trong quá trình tập luyện trước ván đấu thứ 5, cô đã vô tình bị thương và gãy xương sườn , và cuối cùng dừng chân ở trận bán kết ở ván đấu thứ mười vào ngày 26 tháng 6 và đứng thứ năm . Điều đáng nói, cô còn đảm nhận vai trò đại sứ hình ảnh của Người Tích Bá tại quê nhà trong thời gian diễn ra cuộc thi .
Sau khi bước sang năm 2012, sự nghiệp của Đồng Lệ Á tiếp tục phát triển ổn định. Trong bộ phim truyền hình ăn khách Chuyện tình Bắc Kinh hồi đầu năm, cô lại một lần nữa gây được tiếng vang cao nhờ khí chất tươi tắn và tinh anh , và sau đó tham gia bộ phim Gửi tuổi thanh xuân của đạo diễn Triệu Vy. Trong thời kỳ này, thể loại diễn xuất của cô có xu hướng đa dạng, bao gồm phim thần tượng và phim đời thường như My Economical Man, Cai sữa, cũng như các bộ phim truyền hình nghiêm túc như Đường Sơn đại địa chấn, Woman in a Family of Daoke.

### Tự kinh doanh và chuyển sang màn ảnh rộng (2012 đến nay)
Đồng Lệ Á thành lập studio riêng vào cuối năm 2012 và bắt đầu phát triển độc lập, đến tháng 1/2014, cô chính thức tổ chức đám cưới với bạn trai Trần Tư Thành đã yêu nhau được 3 năm . Với chuyện tình Bắc Kinh phiên bản điện ảnh thu về hơn 400 triệu NDT doanh thu phòng vé, cô nổi lên trong giới điện ảnh, sau đó góp mặt trong bộ phim Trí thủ uy Hổ Sơn 3D của đạo diễn nổi tiếng Từ Khắc. phim ra mắt vào cuối năm Giành quán quân phòng vé hai tuần liên tiếp, với tổng doanh thu phòng vé là 880 triệu NDT. Đồng thời, cô cũng được đón nhận khi trình diễn thành công nhiều bộ phim truyền hình với các chủ đề khác nhau. Cô đã đóng vai chính trong Woman in a Family of Daoke, Lưu luyến không quên, "Sản khoa y sinh và các bộ phim truyền hình khác. Cô đã đạt được thành tích xuất sắc kết quả về truyền miệng và giải thưởng, và rating đều tích cực .

## Phim

### Phim điện ảnh
| Năm  | Tên                              | Tên gốc              | Vai                               | Ghi chú   |
| ---- | -------------------------------- | -------------------- | --------------------------------- | --------- |
| 2006 | Quỳ hoa tử                       | 葵花子               |                                   |           |
| 2009 | Mai côi dư hương                 | 玫瑰余香             | Quách Giai Ni                     |           |
| 2011 | Hoa yêu nữ nhân hồng             | 花腰女儿红           | Bạch Ngọc                         |           |
| 2011 | Tử trạch                         | 紫宅                 | Chu Đồng                          |           |
| 2013 | Gửi tuổi thanh xuân              | 致我们终将逝去的青春 | Thi Khiết                         |           |
| 2013 | Công lý thép                     | 全民目击             | Lý Hiểu Ni                        |           |
| 2014 | Chuyện tình Bắc Kinh             | 北京爱情故事         | Trầm Ngạn                         |           |
| 2014 | Cô gái nước ngoài đến nhà tôi    | 洋妞到我家           | Giáo viên mẫu giáo                |           |
| 2014 | Trí thủ uy Hổ Sơn                | 智取威虎山           | Bạch Như                          |           |
| 2015 | Mê thành                         | 迷城                 | Tiểu Vân                          |           |
| 2015 | Quỷ kiếp                         | 诡劫                 | Hồ Mĩ Duệ                         |           |
| 2015 | Tây du ký lạ truyện: Kiếp nạn 82 | 万万没想到：西游篇   | Hạt Tử Tinh                       | Khách mời |
| 2015 | Thám tử phố Tàu                  | 唐人街·探案          | A Hương                           |           |
| 2016 | Bôn ái                           | 奔爱                 | Diệp Y Y                          |           |
| 2016 | Kinh thiên phá                   | 陈相茹               | Trần Tương Như                    |           |
| 2018 | Thám tử phố Hoa 2                | 唐人街探案2          | A Hương                           |           |
| 2018 | Bạn cùng phòng vượt thời gian    | 超时空同居           | Cốc Tiểu Tiêu                     |           |
| 2019 | Anh hùng gan chuột               | 鼠胆英雄             | Đỗ Khanh                          |           |
| 2019 | My People, My Country            | 我和我的祖国         | Nhất Đan                          |           |
| 2020 | My People, My Homeland           | 我和我的家乡         | Đổng Văn Hóa                      |           |
| 2021 | Ám sát tiểu thuyết gia           | 刺杀小说家           | Bàn Nhược / Tiểu thư Lộ Không Văn |           |
| 2021 | Nhà cách mạng                    | 革命者               | Triệu Nhân Lan                    |           |
| 2021 | 1921                             | 1921                 | Tống Ái Linh                      |           |
| 2021 | Bác sĩ Trung Quốc                | 中国医生             | vợ của Ngô Thần Quang             |           |
|      |                                  | 来都来了             |                                   |           |
|      | Flash over                       | 惊天救援             |                                   |           |

### Phim truyền hình
| Năm                       | Tên                                         | Tên gốc            | Vai                                     | Ghi chú       |
| ------------------------- | ------------------------------------------- | ------------------ | --------------------------------------- | ------------- |
| 2008                      | Sông uyên ương                              | 鸳鸯河             | Hoàng Mạn Lị                            |               |
| 2008                      | Tân bất liễu tình                           | 新不了情           | Lý Tái Ái (Thanh niên)                  |               |
| 2008                      | Không hạng tử                               | 空巷子             | Tề Kiều                                 |               |
| 2008                      | Mẫu nghi thiên hạ                           | 母仪天下           | Triệu Phi Yến                           |               |
| 2009                      | Tôi là ngọn cỏ nhỏ                          | 我是一棵小草       | Nhạc Tiểu Mai                           |               |
| 2009                      | Living Pride                                | 人活一张脸         | Cổ Hiểu Thần                            |               |
| 2009                      | Nương Thê                                   | 娘妻               | Tôn Nhã Đình                            |               |
| 2010                      | Unbeatable                                  | 无懈可击之美女如云 | Diêu Huy (Sabrina)                      |               |
| 2010                      | Người hầu trong ngôi nhà lớn                | 大屋下的丫鬟       | Tô Văn Tuệ                              |               |
| 2010                      | Happy Mother-in-Law, Pretty Daughter-in-Law | 欢喜婆婆俏媳妇     | Hỉ Lan                                  |               |
| 2010                      | Yên vũ tà dương                             | 烟雨斜阳           | Cao Uyển Nghi                           |               |
| 2010                      | Thiên nhai xích tử tâm                      | 天涯赤子心         | Cao Thục Hoa                            |               |
| 2010                      | Quái hiệp Nhất Chi Mai                      | 怪侠一枝梅         | Kinh Như Ức                             |               |
| 2011                      | Cung                                        | 宫                 | Đông Tố Ngôn (Niên Tố Ngôn)             |               |
| 2011                      | Thác hận                                    | 错恨               | Đổng Tử Tô                              |               |
| 2011                      | Love Can Come Again                         | 爱可以重来         | Lục Gia Lượng                           |               |
| 2011                      | Mỹ nhân thiên hạ                            | 唐宫美人天下       | Vũ Khuynh Thành                         |               |
| 2012                      | Chuyện tình Bắc Kinh                        | 北京爱情故事       | Trầm Băng                               |               |
| 2012                      | My Economical Man                           | 我的经济适用男     | Hà Tiểu Quân                            |               |
| 2012                      | Beauties of the Emperor                     | 王的女人           | Wu Meiren                               |               |
| 2013                      | Mộng hồi Đường Triều                        | 梦回唐朝           | Đào Thảo                                |               |
| 2013                      | Đường Sơn đại địa chấn                      | 唐山大地震         | Vạn Tiểu Đăng (Vương Tiểu Đăng, Hạ Anh) |               |
| 2013                      | Cai sữa                                     | 断奶               | An Kì                                   |               |
| 2013                      | Thất tình 33 ngày                           | 失恋33天           |                                         | Cameo         |
| 2013                      | Fall in Love                                | 恋爱的那点事儿     | Vu Hồ Tân                               |               |
| 2014                      | Woman in a Family of Daoke                  | 刀客家族的女人     | Cát Đại Ni                              |               |
| 2014                      | Sản khoa y sinh                             | 产科医生           | Hà Tinh                                 |               |
| 2014                      | Lưu luyến không quên                        | 戀戀不忘           | Ngô Đồng                                |               |
| 2014                      | Đại đô thị tiểu ái tình                     | 大都市小爱情       | Tô Kính                                 |               |
| 2015                      | Khốc bá tiếu ma                             | 酷爸俏妈           | Hoàng Tiểu Dĩnh                         |               |
| 2015                      | Thế giới bình thường                        | 平凡的世界         | Điền Nhuận Diệp                         |               |
|                           | Lang Nha Bảng 2                             | 琅琊榜之风起长林   | Mông Thiển Tuyết                        |               |
| Những kỳ vọng lớn lao     | 远大前程                                    | Lâm Y Y            |                                         |               |
| Tình yêu không có dấu vết | 爱无痕                                      | Thẩm Liên Tinh     |                                         |               |
| 2018                      | Ái quốc giả                                 | 爱国者             | Thư Tiệp                                |               |
| 2019                      | Tôi đợi cậu ở tương lai                     | 我在未来等你       | Vương Vi Tiếu (Thanh niên)              | Cameo         |
| 2020                      | Yêu em từng centimet                        | 爱的厘米           | Quan Vũ Tinh                            |               |
| 2021                      |                                             | 不婚女王           | Hà Đại Diệp                             | Quay năm 2017 |

### Phim ngắn
Tháng 1 năm 2009 - De valentino/ Người yêu (De valentino/情人) vai Thôi Tĩnh Ân
Tháng 7 năm 2012 - Milan là Đồng Lệ Á (Mian is 佟丽娅) vai Lệ Á
Tháng 8 năm 2012 - Ta Bắc Kinh Ái tình cố sự (Ta的Beijing爱情故事) vai Thiên kiêm tổng tài tập đoàn Đông Thị
Tháng 12 năm 2014 - 一触燃情20篇 vai Triệu Dịch Thiên (Phim ngắn quảng cáo Lux)
Tháng 4 năm 2015 - Thất miên bút ký (失眠笔记) vai Chu tiểu thư

### Phim tài liệu
2005 - Fuji TV (Nhật Bản) - Truy mộng đích nhân (追梦的人)

## Âm nhạc

### Single
2012 - Yêu không lý do (爱情没什么道理) (Sáp khúc phim truyền hình My Economical Man song ca với Thích Vi, Cao Lộ)
2012 - Chỉ hát vì anh (只为你歌唱)
2013 - Chúng ta (我们)

### MV
2004 - Cô gái Kashgar (喀什噶尔女郎) - Vương Hoành Vĩ

## Game show
2011 - Khiêu vũ cùng sao (mùa 3)
2015 - 12 đạo phong vị (mùa 2) - Khách mời
2016 - Nam tử hán chân chính (mùa 2)/真正男子汉第二季

## Giải thưởng
| Năm  | Lễ trao giải                 | Hạng mục                                   | Phim                 | Kết quả   | Ghi chú |
| ---- | ---------------------------- | ------------------------------------------ | -------------------- | --------- | ------- |
| 2014 | Hoa Đỉnh                     | Nữ diễn viên xuất sắc nhất                 | Cai sữa              | Đoạt giải | [ 20 ]  |
| 2014 | China Image Film Festival    | Nữ diễn viên trẻ xuất sắc nhất             | Chuyên tình Bắc Kinh | Đoạt giải | [ 21 ]  |
| 2014 | Liên hoan phim quốc tế Macao | Nữ diễn viên xuất sắc nhất                 | Chuyên tình Bắc Kinh | Đề cử     |         |
| 2015 | Bạch Ngọc Lan                | Nữ diễn viên xuất sắc nhất                 | Thế giới bình thường | Đề cử     |         |
| 2016 | Hoa Đỉnh                     | Nữ diễn viên xuất sắc nhất (Phim hiện đại) | Thế giới bình thường | Đoạt giải | [ 22 ]  |
| 2016 | Kim ưng                      | Nữ diễn viên được khán giả bình chọn       | Thế giới bình thường | Đoạt giải | [ 23 ]  |